# 커린 베일리 레이
커린 베일리 레이(영어: Corinne Bailey Rae)는 영국의 싱어송라이터이자 기타리스트이다. 영국 리즈 지방 출신인 그녀는 2006년 2월에 데뷔앨범 Corinne Bailey Rae를 발표했다. 그녀는 2006년 BBC에서 실시한 음악 여론조사 Sound of 2006에서 2006년 최고의 유망주로 선정되어 명성을 얻었으며 자신의 데뷔앨범을 영국 차트 1위에 올린 네 번째 영국 여성 싱어이다. 데뷔 음반인 Corinne Bailey Rae는 그래미 어워드와 브릿 어워드에 노미네이트되었으며 MOBO 어워드(Music of Black Origin Awards)에서 2개 부문을 수상했다. 또한 그녀는 객원보컬로 참여한 허비 핸콕의 River: The Joni Letters앨범으로 그래미 올해의 앨범 부문을 수상했다. 베일리 레이는 동갑내기 뮤지션인 제이슨 레이와 2001년 결혼 했지만 제이슨 레이는 2008년 약물 과다 복용으로 사망했다. 남편의 사망 후 그녀는 2년 동안 공백 기간을 가졌으며 2010년 1월 26일 두 번째 정규 앨범 The Sea를 발표했다. 새로운 앨범은 스티브 브라운과 2006년 커린의 데뷔 앨범을 제작했던 스티브 크리상투가 프로듀싱 했다. 그녀가 발매한 두 장의 정규 앨범은 세계적으로 400만 장의 판매고를 올렸다. The Sea는 2010년 머큐리 프라이즈의 올해의 앨범 부문에 노미네이트 되기도 했다.
커린 베일리 레이는 2011년 3월 10일 대한민국을 방문해 콘서트를 가졌다.

## 개인 이력

### 어린 시절
커린은 Kittitian인 아버지와 영국인 어머니의 3녀 중 장녀로 태어났다.(그녀의 동생인 리아 베일리는 영국에서 배우로 활동 중이다.)
그녀는 노래를 부르기 전, 학교에서 클래식 바이올린을 배우는 것으로 음악을 시작했다: ”저는 교회에서 노래를 부르기 시작했어요. 제가 흑인이기 때문에 대부분이 제가 불렀던 노래가 가스펠일거라 생각하지만, 저는 가스펠 풍의 노래를 부르지 않았어요. 제가 매주 일요일에 노래 불렀던 교회는 보통의 Brethren 교회였어요. 노래를 부르는 것은 제가 가장 좋아하는 봉사 중 하나에요.”라고 자신의 음악적 배경을 설명하기도 했다. 그녀는 후에 젊은 리더가 락밴드를 지도하는 침례교로 종파를 옮겼다. 교회의 청년부 사람들은 워쉽을 위한 자작곡을 썼고 프라이멀 스크림 등을 커버 했다. 그녀는 자신의 웹사이트를 통해 “우리는 개사를 하기도 했지만 그것이 교인들의 기분을 상하게 하고 싶지는 않았어요.”라고 밝혔다. 또한 그녀는 리바이브라는 이름의 그룹으로 두 장의 앨범을 녹음했다.
그녀는 교회에서의 공연을 통해 음악적 지평을 넓혔다. 그리고 교회 리더의 도움으로 자신의 첫 번째 기타를 장만한 후 음악을 향한 자신의 사랑을 더욱 확고히 했다. 그녀는 10대 중반에 레니 크래비츠, 지미 핸드릭스, 레드 제플린 등으로부터 깊은 영향을 받았다. “저는 10대 시절에 밴드 음악을 좋아했어요. 어쨌든, 저는 그들의 자취를 쫓고 저 자신의 음악을 만들고 싶었죠.”
커린은 베루카 솔트나 L7같은 비슷한 그룹으로부터 영감을 받아 헬렌이라는 여성 인디 그룹을 결성했다. “여자가 기타를 치는 것은 그 때 처음 봤어요. 그들은 섹시한 페미니스트였어요. 저는 그들처럼 되고 싶었고 무언가의 선두에 서고 싶었죠.”
헬렌은 리즈 출신의 혼혈 보컬을 내세운 여성 그룹이었기 때문에 남성 위주의 인디 음악의 세계에서 주목을 끌었다. “뭐라고 해야 하죠? 우리는 열다섯 살이었어요. 헬렌이 좀 겉 멋이 들긴 했었지만 그건 인디들이 대부분 하는 것이었고. 그때는 그게 똑똑한 거라고 생각했었어요. 인정하지만 요즘은 그렇지 않아요.”
그룹은 리즈에서 많은 공연을 했고 1995년, 헤비메탈 레이블 로드러너 레코드와 계약하는 첫 번째 인디 그룹이 되었다. 소속사는 헬렌의 라이브 무대를 계획했지만 베이시스트의 임신으로 그룹은 해체되었다. “실망했냐구요? 처참했어요! 앞으로 무엇을 해야 할지 전혀 몰랐죠.”

### 대학 시절
커린 베일리 레이는 리즈 대학교에서 영문학을 전공했다. 대학 시절 그녀는 지역의 재즈 클럽에서 물품 보관함 관리원으로 일했다. 클럽이 한산할 때 재즈 밴드 함께 공연을 했던 그녀는 자신의 또 다른 음악적 취향을 발견했고 그것은 그녀를 새로운 길로 인도했다. “나는 언제나 재즈와 소울을 들으며 내가 음악을 여전히 사랑하고 있다는 것을 깨달아요.”

### 결혼 생활
커린 베일리는 그녀가 일하던 리즈의 재즈바에서 스코틀랜드 출신의 제이슨 레이를 만났다. 그녀는 2001년 스물 두 살의 나이로 그와 결혼했고 그 때 이름을 커린 베일리 레이로 바꾸었다. 제이슨 레이는 해지스 혼이라는 8인조 그룹에서 색소폰을 연주하는 뮤지션이었다. 그리고 커린 베일리 레이와 함께 뉴 마스터사운드와 Martina Topley-Bird의 앨범을 녹음하기도 했다. 2008년 3월 22일, 제이슨 레이는 리즈의 Hyde Park에서 시체로 발견되었다. 사인은 약물 과다 복용이었다.

## 음악 활동

### 데뷔Corinne Bailey Rae와 음악적 발전 (2004-2008)
결혼 후 3년 간 커린 베일리 레이는 그녀의 과거 인디적인 성향과는 거리가 먼, 소울과 가까운 솔로 음반 작업에 매진했다. 그녀는 2003년 리즈 출신의 펑크 그룹인 뉴 마스터사운드가 발표한 Be Yourself 음반의 “Your Love Is Mine” 트랙에 객원 보컬로 참여하기도 했다. 또한 그녀는 또 다른 리즈 출신 펑크 그룹인 홈컬트 디렉티브의 “Come the Revolution” 트랙에 객원 보컬로 참여했다.
2004년, 베일리 레이는 Global Talent Publishing 레이블과 계약했고 그곳에서 크랙 데이빗의 멘토이자 듀오 아트풀 다저의 멤버인 마크 힐과 만나게 되었다. 협업의 결과로 2005년 4월 “Young and Foolish”가 발표되었고 베일리 레이는 메이저 레이블의 주목을 받게 되었다.
베일리 레이는 2005년 11월 그녀의 데뷔 싱글인 “Like a Star”를, 2006년 2월에 정규 앨범 Corinne Bailey Rae를 발표했다. 그녀의 정규 앨범은 영국 차트 1위를 차지했고 미국 빌보드 핫 200차트의 4위에 올라 핫 200차트에 2006년부터 2008년까지 71주간 이름을 올렸다. 닐슨 사운드스캔에 따르면 베일리 레이의 앨범은 미국에서 190만 장의 판매고를 올린 것으로 조사되었다.
첫 번째 싱글인 “Like a Star”가 영국에서 공전의 히트를 기록하고 미국에서 327,000회의 다운로드 판매를 기록한 후 발표된 싱글인 “Put Your Records On”은 영국 차트에서 2위를 차지하고 미국에서 945,000회의 다운로드 판매를 올린 그녀의 가장 큰 히트곡이 되었다. “Trouble Sleeping”은 2006년 탑 40에 들었으며 “I’d Like To”는 탑 70에 올랐다. 베일리 레이는 R&B 싱어인 존 레전드와 함께 락 페스티벌인 Rock in Rio Lisboa2와 Live Eart 공연을 포함, 55회의 유럽/북미 투어를 가졌다. 커린 베일리 레이는 BPI와 RIAA로부터 2x 플래티넘을 인증 받았다. 2006년 9월, 베일리 레이는 MOBO 어워드의 최고의 영국 신인상과 최고의 영국 여자가수상을 수상하였다. 2006년 7월, 베일리 레이는 Abbey Road Studios에서 라이브 앨범을 녹음했다.
베일리 레이는 2006년 제이미 프레슬리의 Saturday Night Live에 게스트로 초청되었다. 그녀는 “Put Your Records On”, “like a Star”를 공연했다. 그녀는 또한 2006년 11월, 드라마 Studio 60 on the Sunset Strip에 출연했으며 BBC Radio 1 Live Lounge에 출연하여 “Like a Star”와 에디터스의 “Munich”, 저스틴 팀버레이크의 “Sexy Back” 커버 버전을 공연했다.
베일리 레이는 또한 2007년 그래미 어워드의 올해의 음반상, 올해의 노래상, 최고의 신인상 부문에 노미네이트되었다. 2007년 그래미에서 그녀는 존 레전드, 존 메이어와 “Like a Star”, "Coming Home”(존 레전드), “Gravity”(존 메이어)를 공연했다.
또한 2007년 베일리 레이는 헌정 앨범인 Goin’ Home: A Tribute to Fats Domino 앨범의 구성원으로 참여했다. 이 앨범에서 그녀는 도미노의 “One Night(of Sin)”을 그녀의 버전으로 헌정했다. 그녀는 또한 Amnesty International의 음악 캠페인인 Make Some Nose를 위해 존 레논의 “I’m Losing You”를 녹음했다. “I’m Losing You"는 2007년의 존 레논 헌정 앨범인 Instant Karma: The Amnesty International Capaign to Save Darfur에 수록 되었다.
2008년, “Like a Star”는 그래미 어워드 올해의 노래상 부문에 노미네이트되었고 그녀가 객원 보컬로 참여한 River: The Joni Letters로 최고의 재즈 앨범상을 수상하였다.
유럽과 북미 투어 중 그녀는 그녀의 첫 번째 DVD인 Live in London & New York를 촬영했다. DVD는 런던에서 촬영 된 것이며 보너스 트랙은 뉴욕 공연에서 녹음 한 것이다.

### The Sea(2009-현재)
커린 베일리 레이는 2010년 1월 26일 그녀의 새로운 정규 앨범인 The Sea를 발매하였다. 앨범은 그녀의 남편 제이슨 레이의 사망 후 2년의 공백 기간을 거쳐 발표되었다. 첫 번째 싱글인 “I’d Do It All Again"은 2009년 11월 25일 발표 되었고, 후속 싱글인 “Closer”가 발표 되었다. 두 번째 앨범을 발표한 후 커린은 영국 투어를 가졌다. Somerset House에서 열린 그녀의 런던 콘서트는 매진되었고 그녀는 10월 런던의 Royal Festival Hall에서 Pete Lawrie와 함께 다시 한번 공연을 가졌다.
2010년 6월 2일, 베일리 레이는 폴 매카트니의 헌정 공연에서 허비 핸콕과 함께 “Blackbird”를 불렀으며 2010년 10월 28일 제이 레노의 The Tonight Show에 출연해 밥 말리의 “Is This Love”를 불렀다.

### 사운드 트랙
“Like a Star”는 Cashmere Mafia, 27 Dresses, Men in Trees, Nancy Drew, Perfect Stranger, Medium, Studio 60 on the Sunset Strip, Venus, Grey’s Anatomy, Sete Pecados 등, 여러 영화나 드라마의 사운드 트랙으로 사랑 받았다. 영화 Venus에는 그녀의 데뷔 앨범 중 여섯 곡이 사운드 트랙으로 사용되었는데 “I’d Like To”, “Another Rainy Day”, “Choux Pastry Heart”, “Put Your Records On”, “Like a Star”, “Breathless”가 수록되었다. 또한 그녀의 데뷔 앨범 수록곡 “I’d Like To”는 영화 He’s Just Not That Into You의 사운드 트랙에 수록되었으며 CSI:NY에서도 이 노래를 들을 수 있다.

## 공적 활동
베일리 레이는 자선 단체인 CORD의 홍보 대사이다. 또한 그녀는 국제 수자원 관련 자선 단체인 Pump Aid의 홍보 대사이다.

## 음반 목록
정규 음반
- Corinne Bailey Rae (2006)
- The Sea (2010)

EP
- The Love EP (2011)

DVD
- Live in London & New York (2007)

## 투어
- World Tour (Concert tours) (2006/2007)
- The Sea Tour (2010/2011)

내한 공연
2016년 10월 18일 서울 송파구 서울 올림픽 공원 - 공연기획사 프라이빗커브